# أوبرفافنهوفن
أوبربفافنهوفن (بالألمانية: Oberpfaffenhofen) هي قرية تابعة لبلدية فيسلينچ في مقاطعة شتارنبرچ ، في بافاريا ،في ألمانيا. تقع على بُعد حوالي 23 كـم (14 ميل) من وسط مدينة ميونيخ.

## القرية
تضم القرية مطار أوبرفافنهوفن (إياتا: OBF، إيكاو: EDMO) وموقعًا رئيسيًا للمركز الألماني لعلوم الفضاء (DLR). في عام ١٩٨٣م، انطلق أول رائد فضاء ألماني غربي، الفيزيائي أولف ميربولد ، إلى الفضاء على متن مكوك فضائي في مهمة مختبر فضائي أشرف عليها جزئيًا مركز عمليات الفضاء الألماني في أوبرفافنهوفن.

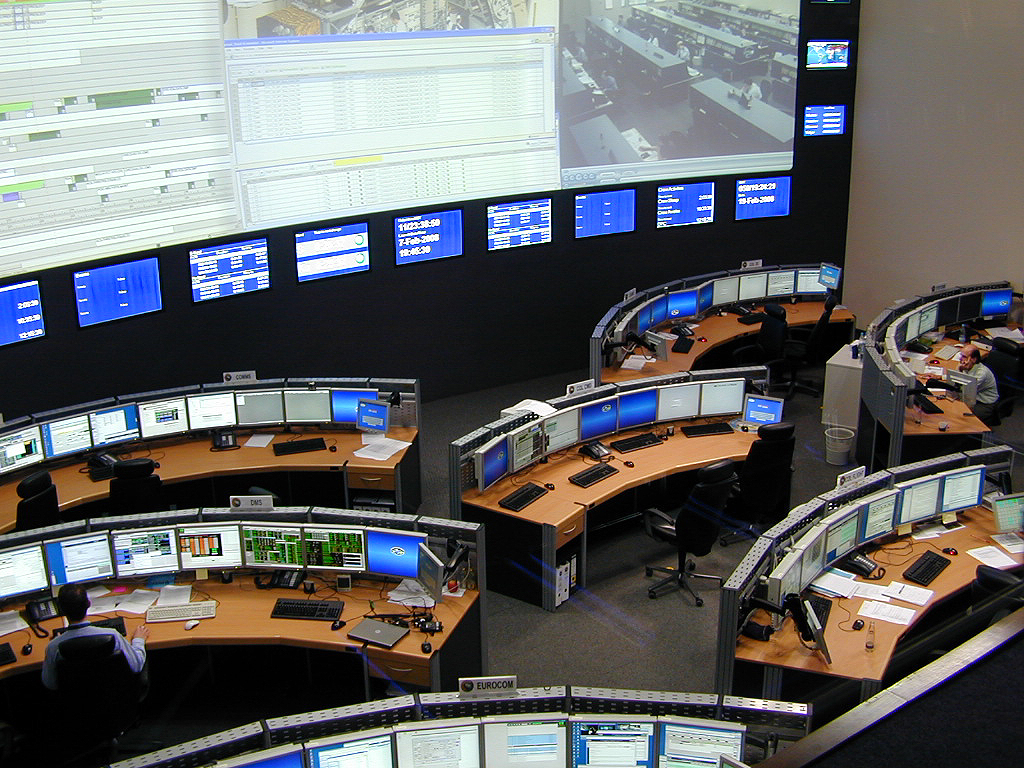
مركز عمليات الفضاء الألماني (GSOC) في أوبرفافنهوفن

يضم مركز الأبحاث في أوبرفافنهوفن مركز الفضاء الألماني (DLR)، ويضم مركز كولومبوس للتحكم الذي يديره المركز لصالح وكالة الفضاء الأوروبية وشركة إيرباص للدفاع والفضاء ، بالإضافة إلى بعض معاهد جمعية فراونهوفر وغيرها من المعاهد العلمية. منذ عام ٢٠١٤م، نقلت مجموعة OHB قسمها، الذي كان يُعرف سابقًا باسم كايزر-ثريدي ، من ميونيخ إلى أوبرفافنهوفن.
تقع أيضًا في أوبرفافنهوفن المنطقة الصناعية لشركة دورنير لوفتفاهرت للطائرات (المفلسة حاليًا) (والتي كانت جزءًا من فيرتشايلد دورنير لاحقًا). تشاركت شركة تصنيع الطائرات المطار مع مركز الطيران الألماني (DLR).
أثناء احتلال ألمانيا، تم تسمية المطار بمستودع أوبرفافنهوفن للقوات الجوية والذي خدم أيضًا كمستودع صيانة للطائرات التي تم استخدامها أثناء الجسر الجوي لبرلين في عامي 1948-1949م.

## روابط خارجية
- وسائط متعلقة بـ أوبرفافنهوفن في كومنز.
- German Aerospace Center Oberpfaffenhofen (DLR)

1. ↑  GeoNames (بالإنجليزية), 2005, QID:Q830106
2. ↑  GeoNames (بالإنجليزية), 2005, QID:Q830106